# Rue Saint-Jean (Riga)
Pour les articles homonymes, voir Rue Saint-Jean.
La rue Saint-Jean (en letton : Jāņa iela ; en allemand : Johannisstrasse) est une rue du centre historique de la capitale lettone Riga.

## Description
La rue fait 80 mètres de long et a été construite au XIIIe siècle. Son nom existe depuis le XIVe siècle et fait référence à l'église Saint-Jean située au sud-ouest de la rue.

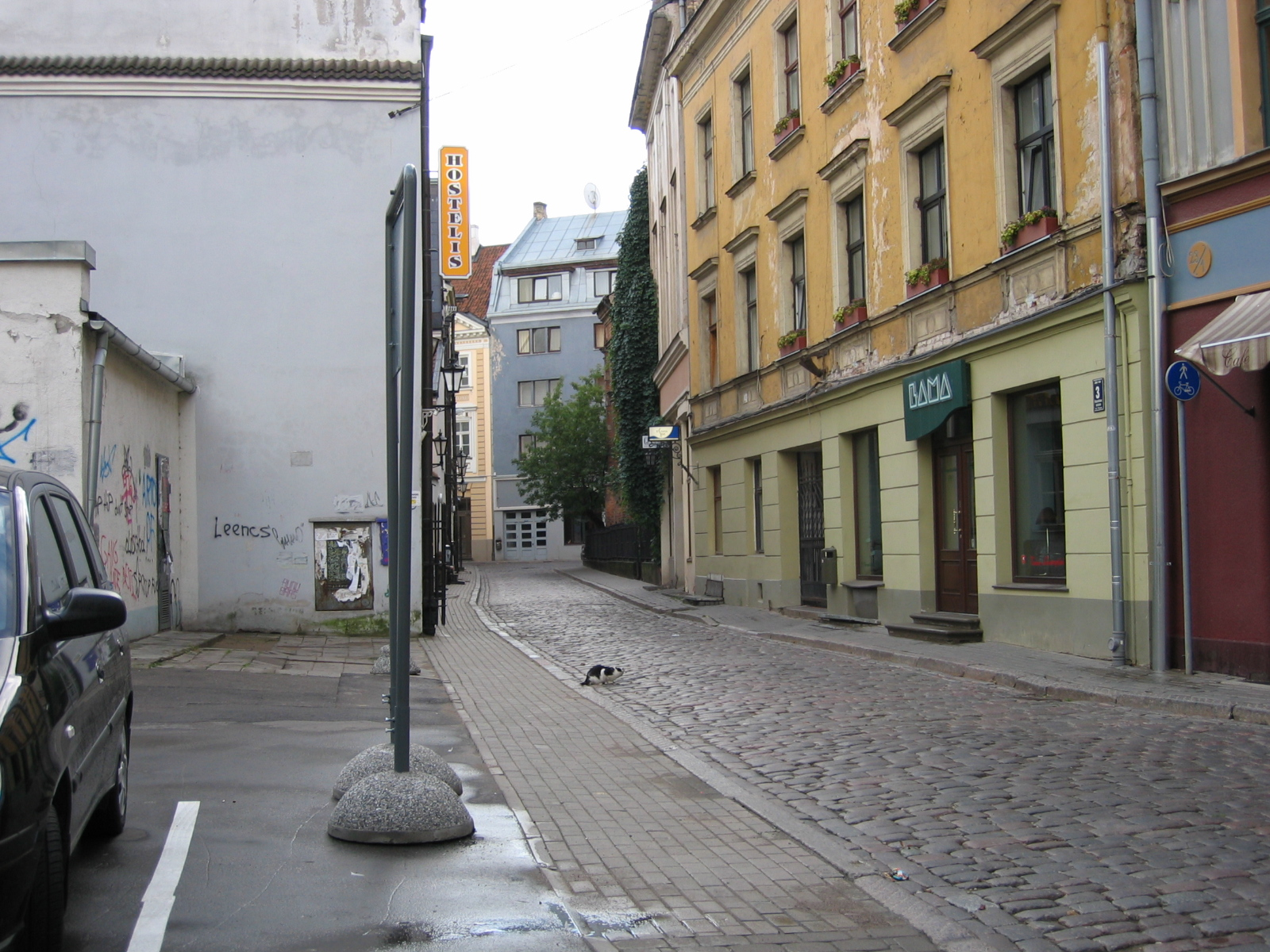